# Zapotlán del Rey
Zapotlán del Rey là một đô thị thuộc bang Jalisco, México. Năm 2005, dân số của đô thị này là 16274 người.